# Karpathos (stad)
Karpathos of Pigadia (Grieks: Κάρπαθος of Πηγάδια) is een deelgemeente (dimotiki enotita) van de fusiegemeente (dimos) Karpathos, in de Griekse bestuurlijke regio (periferia) Zuid-Egeïsche Eilanden.
Karpathos-stad is de hoofdplaats van het gelijknamige eiland.

## Geschiedenis
Karpathos-stad werd omstreeks 1000 voor Christus gesticht. De stad werd toen Poseidon genoemd. Door de vele piratenovervallen werd de stad in de middeleeuwen verlaten.
Enkele eeuwen later werd de stad opnieuw opgebouwd en noemden de bewoners de stad Possi. In het jaar 1892 werd de stad door de Turkse gouverneur van het eiland als hoofdstad aangewezen. Enige tijd later kreeg het zijn huidige naam ´Pigadia´.